# 1877 w muzyce
Wydarzenia muzyczne w 1877 roku.

## Wydarzenia
- 3 stycznia – w wiedeńskim Carltheater miała miejsce premiera operetki Prinz Methusalem Johanna Straussa (syna)[1][2][3]
- 4 stycznia – w Monachium odbyła się premiera pieśni „Es geht ein Wehen durch den Wald” op.62/6 Johannesa Brahmsa[1][2][4]
- 17 stycznia – w Sanders Theatre na Uniwersytecie Harvarda miała miejsce premiera pieśni „Matin Song” op.29/1 Johna Knowlesa Paine’a[1][2]
- 18 stycznia – w Lipsku odbyła się premiera „Wie soll ich die Freude” op.33/6 Johannesa Brahmsa[1][2]
- 21 stycznia – w Wiener Musikverein miała miejsce premiera walca „O schöner Mai!” op.375 Johanna Straussa (syna)[1][2]
- 26 stycznia – w paryskim Théâtre des Variétés miała miejsce premiera opery Le docteur Ox Jacques’a Offenbacha[1][2][5]
- 27 stycznia – w Paryżu odbyła się premiera „Violin Sonata No.1” op.13 Gabriela Fauré[1][2]
- 28 stycznia – w Paryżu odbyła się premiera poematu symfonicznego La jeunesse d'Hercule op.50 Camille’a Saint-Saënsa[1][2]
- 10 lutego – w paryskim Théâtre des Folies-Dramatiques miała miejsce premiera opery La foire Saint-Laurent Jacques’a Offenbacha[1][2][6]
- 17 lutego – w Pradze odbyła się premiera „Piano Trio No.1” op.21 Antonína Dvořáka[1][2][7]
- 23 lutego – w paryskim Théâtre de la Gaîté miała miejsce premiera opery Le timbre d'argent Camille’a Saint-Saënsa[1][2][8]
- 4 marca
  - w moskiewskim Teatrze Bolszoj miała miejsce premiera baletu Jezioro łabędzie Piotra Czajkowskiego[1][2][9]
  - w Pradze odbyła się premiera pieśni „The Song of the Sea” Bedřicha Smetany[1][2]
- 8 marca – w Paryżu odbyła się premiera „Banditen-Galopp” op.378 Johanna Straussa (syna)[1][2]
- 9 marca – w Moskwie odbyła się premiera „Francesca da Rimini” op.32 Piotra Czajkowskiego[1][2][10]
- 10 marca – w Sankt Petersburgu odbyła się premiera II symfonii Aleksandra Borodina[1][2][11]
- 17 marca – w Pradze odbyła się premiera poematu symfonicznego „Šárka” JB 1:112/3 Bedřicha Smetany[1][2]
- 5 kwietnia – w paryskim Théâtre Favart miała miejsce premiera opery Cinq-Mars Charles’a Gounoda[1][2][12]
- 19 kwietnia – w Paryżu odbyła się premiera operetki Les cloches de Corneville Roberta Planquette’a[13]
- 27 kwietnia – w Paryżu odbyła się premiera opery Król z Lahore Jules’a Masseneta[1][2][14]
- 29 kwietnia – w Lukce odbyła się premiera „Plaudite populi” Giacomo Pucciniego[1][2]
- 1 maja – w londyńskiej Królewskiej Akademii Muzycznej miała miejsce premiera „Cello Sonata No.1” op.9 Charlesa Villiersa Stanforda[1][2]
- 6 maja – w Zurychu odbyła się premiera pieśni „Erinnerung” op.63/2 Johannesa Brahmsa[1][2]
- 13 maja – w paryskiej Salle Érard miała miejsce premiera poematy symfonicznego „Les Éolides” Césara Francka[1][2]
- 18 maja – w Cambridge odbyła się premiera „Violin Sonata no.1” op.11 Charlesa Villiersa Stanforda[1][2]
- 22 maja – w Cambridge odbyła się premiera „God is Our Hope and Strength: Psalm 46” op.8 Charlesa Villiersa Stanforda[1][2]
- 9 czerwca – w Warszawie odbyła się premiera opery Aida Giuseppe Verdiego z polskim tekstem[15]
- 29 sierpnia – w Manchesterze w Teatrze Królewskim miała miejsce premiera „Henry VIII” Arthura Sullivana[1][16]
- 7 października – w Wiener Musikverein miała miejsce premiera polki „Kriegers Liebchen” op.379 Johanna Straussa (syna)[1][2]
- 20 października – w londyński Pałacu Kryształowym miała miejsce premiera II symfonii D 125 Franza Schuberta[1][2]
- 22 października – w Karlsruhe odbyła się premiera pieśni „Salome” op.69/8 Johannesa Brahmsa[1][2]
- 29 października – w Hamburgu odbyła się premiera pieśni „Minnelied” op.71/5 Johannesa Brahmsa[1][2]
- 31 października – w Berlinie odbyła się premiera dwóch pieśni: „Verzagen” op.72/4 oraz „Des Liebsten Schwur” op.69/4 Johannesa Brahmsa[1][2]
- 17 listopada – w londyńskim Opera Comique Theatre miała miejsce premiera operetki The Sorcerer Arthura Sullivana[1][2]
- 28 listopada – w paryskim Théâtre des Bouffes-Parisiens odbyła się premiera opery L’étoile Emmanuela Chabriera[1][2][17]

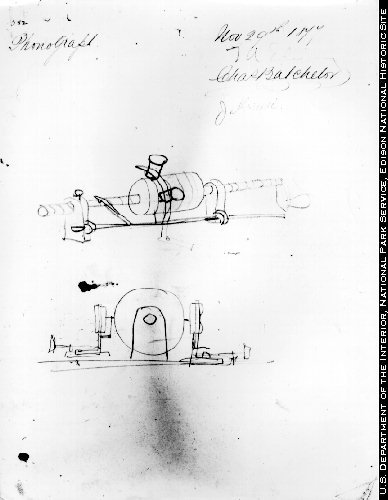
Szkic pierwotnego fonografu

- 29 listopada – Thomas Alva Edison zaprezentował fonograf[18]
- 2 grudnia
  - w Deutsches Nationaltheater und Staatskapelle Weimar miała miejsce premiera opery Samson i Dalila Camille'a Saint-Saënsa[1][2][19]
  - w praskim Provisional Theatre miała miejsce premiera Symphonic Variations op.78 Antonína Dvořáka[1][2][20]
- 9 grudnia
  - w Pradze odbyła się premiera „Romance” op.11 Antonína Dvořáka[1][2][21]
  - w Wiedniu odbyła się premiera dwóch pieśni: „Geheimnis” op.71/3 oraz „Im Garten am Seegestade” Johannesa Brahmsa[1][2]
- 15 grudnia – w Wiedniu odbyła się premiera dwóch pieśni: „Lerchengesang” op.70/2 oraz „Serenade” op.70/4 Johannesa Brahmsa[1][2]
- 24 grudnia – w Bayreuth w willi Wahnfried miała miejsce premiera „Willkommen in Wahnfried, du heil’ger Christ” Richarda Wagnera[1][2]
- 30 grudnia – w Wiener Musikverein miała miejsce premiera II symfonii op.73 Johannesa Brahmsa[1][2][22]

## Urodzili się
- 7 lutego – Feliks Nowowiejski, polski kompozytor (zm. 1946)
- 13 lutego
  - Jāzeps Mediņš, łotewski kompozytor i dyrygent (zm. 1947)
  - Carlo Perinello, włoski kompozytor i pedagog (zm. 1942)
- 16 lutego – Faustyn Piasek, polski nauczyciel, muzyk-instrumentalista i kompozytor, dramaturg i poeta, rzeźbiarz i malarz, autor książek do nauki muzyki (zm. 1955)
- 19 lutego – Louis Aubert, francuski kompozytor (zm. 1968)
- 20 lutego – Aleksandr Goedicke, rosyjski kompozytor, organista i pianista (zm. 1957)
- 24 lutego – Rudolph Ganz, amerykański pianista, dyrygent i kompozytor pochodzenia szwajcarskiego (zm. 1972)
- 25 lutego – Erich Moritz von Hornbostel, niemiecki etnomuzykolog (zm. 1935)
- 28 lutego – Siergiej Bortkiewicz, rosyjski kompozytor polskiego pochodzenia (zm. 1952)
- 1 marca – Albert Dupuis, belgijski kompozytor (zm. 1967)
- 15 marca – Abraham Cwi Dawidowicz, polsko-żydowski pedagog, kompozytor, autor licznych pieśni, dyrygent chóru (zm. 1942)
- 23 kwietnia – Helena Zboińska, polska śpiewaczka (sopran), pedagog (zm. 1948)
- 24 kwietnia – Charles Cuvillier, francuski kompozytor operowy (zm. 1955)
- 12 maja – Emma Carelli, włoska śpiewaczka operowa (mezzosopran) (zm. 1928)
- 31 maja – Ernst Stieberitz, niemiecki kompozytor muzyki marszowej (zm. 1945)
- 9 czerwca – Titta Ruffo, włoski śpiewak operowy (baryton) (zm. 1953)
- 22 czerwca – Bolesław Jaworski, ukraiński i radziecki muzykolog, pedagog (zm. 1942)
- 13 lipca – Karl Erb, niemiecki śpiewak operowy (tenor) (zm. 1958)
- 27 lipca – Ernst von Dohnányi, węgierski pianista, kompozytor i dyrygent (zm. 1960)
- 6 września – Buddy Bolden, amerykański kornecista jazzowy (zm. 1931)
- 17 września – Jean Huré, francuski kompozytor, pianista i organista (zm. 1930)
- 23 września – Bogumił Reszke, polski muzyk i dyrygent, oficer (zm. 1944)
- 26 września – Alfred Cortot, francusko-szwajcarski pianista i dyrygent (zm. 1962)
- 28 października – Bronisław Filipczak, polski notariusz, muzyk, kompozytor, działacz kultury (zm. 1973)
- 1 listopada – Roger Quilter, angielski kompozytor (zm. 1953)
- 21 listopada – Sigfrid Karg-Elert, niemiecki kompozytor (zm. 1933)
- 13 grudnia – Mykoła Łeontowycz, ukraiński kompozytor, folklorysta, dyrygent, pedagog (zm. 1921)
- 31 grudnia – Hnat Chotkewycz, ukraiński pisarz, etnograf, kompozytor, tłumacz, muzykolog oraz bandurzysta (zm. 1938)

Data dzienna nieznana
- Icchak Szlosberg, żydowski dyrygent, aranżer i kompozytor (zm. 1930)

## Zmarli
- 23 marca – Caroline Unger, węgierska śpiewaczka operowa (kontralt) (ur. 1803)
- 7 kwietnia – Errico Petrella, włoski muzyk i kompozytor oper (ur. 1813)
- 12 kwietnia – Nikołaj Ogariow, rosyjski poeta, prozaik, myśliciel oraz rewolucjonista, również pianista i kompozytor (ur. 1813)
- 3 czerwca – Ludwig von Köchel, austriacki pisarz, kompozytor, botanik i wydawca (ur. 1800)
- 17 sierpnia – Franciszek Ludwik Stevich, czeski muzyk działający na ziemiach polskich (ur. 1814)
- 12 września – Julius Rietz, niemiecki kompozytor, dyrygent i wiolonczelista (ur. 1812)
- 3 października – Therese Tietjens, niemiecka śpiewaczka operowa (sopran) (ur. 1831)
- 26 października – Carl Ferdinand Becker, niemiecki kompozytor, organista i pisarz muzyczny (ur. 1804)
- 28 października – Johann von Herbeck, austriacki kompozytor i dyrygent (ur. 1831)
- 10 grudnia – Federico Ricci, włoski kompozytor operowy (ur. 1809)
- 18 grudnia – Pierre Chevillard, belgijski kompozytor i wiolonczelista (ur. 1811)